# Melicope buwaldae
Melicope buwaldae är en vinruteväxtart som beskrevs av Thomas Gordon Hartley. Melicope buwaldae ingår i släktet Melicope och familjen vinruteväxter. Inga underarter finns listade i Catalogue of Life.